# ثيتل السنغال
ثَيْتَل السِّنِغَال (Damaliscus lunatus korrigum) هو نويع من الحذلوم، وهو ظبي إفريقي كبير يستوطن تشاد والكاميرون ونيجيريا وبنين وغانا، وكان يستوطن سابقا موريتانيا والسنغال وغامبيا ومالي وتوغو.